# Підлісся (Гримайлів)
Підлі́сся — колишнє село в Україні, (нині північно-західна частина селища Гримайлів Тернопільської області). Австрійський і польський варіант назви  — Подлєсьє (Podlesie).

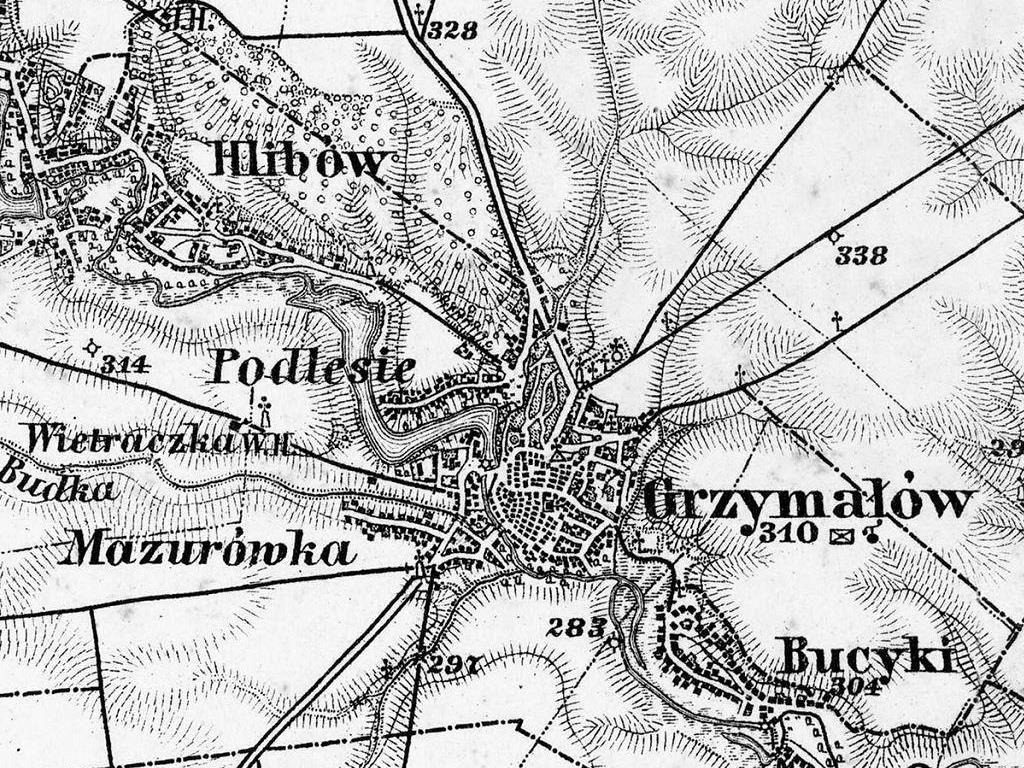
Підлісся на мапі 1880 р.

Знаходилося між річкою Гнила (права притока Збруча, басейн Дністра) і її ставом, та дорогою Гримайлів-Скалат (Тернопіль) за 1 км від Гримайлова, при дорозі Гримайлів – Глібів
Зараз, село є районом Гримайлова, який складається з сучасних вулиць У. Кармелюка, М. Кривоноса, С. Наливайка та вулиці Глібівської

## Назва
Назву поселення отримало через розміщення неподалік від лісу 

## Історія
Рік заснування Підлісся — невідомий. Але вже на австрійській мапі 1790/1824 років Підлісся присутнє, відповідно, засновано воно було ще раніше. Перший запис, у якому згадується Підлісся, у метричній книзі гримайлівської католицької парафії датується 1741 р., хоча записи у книзі починаються з 1720-го.
Історія Підлісся неподільно пов'язана з історією сусіднього (на віддалі не більше 1 км) селища Гримайлів, який мав як значно більші розміри, так і вищий адміністративний статус.
На початку ХІХ ст. Підлісся належало онуці великого коронного гетьмана Адама Миколая Сенявського (бл.1666—1726) княгині Ізабеллі Любомирській (1736—1817) з дому князів Чорторийських — дружині великого коронного маршалка Станіслава Любомирського (1722—1783).
Щонайменше протягом 1800—1823 рр. Підлісся входило у склад так званого Гримайлівського ключа , який складався з 3 містечок і 32 сіл. У селі було 55 осель , у тому числі проживало селян, що посідали ґрунт парний (32 морги ) — 2, одинковий (16 моргів) — 5, чвертовий (8 моргів) — 29, халупників (хата і до морга землі) — 19, комірників (ті, хто не мали власного господарства і землі і проживали в помешканнях господарів) — 2, шляхтичів — 2, ремісників — 4, панської прислуги в палаці і на фільварку — 9.
Після смерті Ізабелли Любомирської в 1817 р. її дочка, дружина польного коронного гетьмана Северина Жевуського (1743—1811), Констанція Жевуська (1760/1761—1840), внаслідок розкішного способу життя довела свій маєток, частиною якого було Підлісся, до банкрутства і втратила права на нього. Підлісся разом з сусідніми Гримайловом, Мазурівкою і Буциками виставили на аукціон, який відбувся у 1823 р. Так новим дідичем Підлісся став віденський банкір Леопольд Елкан де Елкансберг.
15 березня 1831 р. Підлісся в де Елкансберга викупив Антім Нікорович — дідич с. Кривчиці біля Львова.
Від середини ХІХ ст. село перебувало в адміністраційній, поштовій та релігійній приналежності до Гримайлова. Власниками земель були спадкоємці Нікоровича — спочатку його син Кароль (1852 —1855), а потім чоловік його дочки Юлії Леонард Пініньські (1855 —1886).
Село явно занепадало і в статистичних довідниках 1868, 1872, 1904 рр. Підлісся згадується фразою «Гримайлів разом з Мазурівкою і Підліссям» або не згадується взагалі. За віросповіданням населення поділялося на греко- і римо-католицькі громади. Пошта, телефон, телеграф, суд, ринок, церква, костьол, школа — все знаходилось у Гримайлові.
у 1880 р. у Підліссі проживало 573 мешканця.
У 1890 р. число осель у селі дорівнювало 108..
У 1910 р. у Підліссі проживало 698 осіб. Власниками земель (з 1886) були Станіслав та Леон Пініньські. Поруч села знаходився поміщицький маєток, розпарцельований на 1921 р.  Після смерті Станіслава Пініньські у 1911 р. його частка власності переходить дочці Юлії.
Під час військових дій в періоди російської окупації (1914 – липень 1917), повернення австро-німецьких військ, боїв польсько-української (листопад 1918 — липень 1919) та польсько-більшовицької (1920) воєн значних обстрілів і боїв біля Підлісся не було.
У 1920 р. шляхом жеребкування між Юлією (на той момент вже Воляньською) та її стрийком Леоном Пініньським] Підлісся (разом з Гримайловом і Мазурівкою) відійшло до Воляньських. 
На 30 вересня 1921 р. у Підліссі було 124 будинки; мешканців, без облікованих за військовим списком, всього — 688, з них — 317 чоловіків і 371 жінка; 559 католиків, 115 греко-католиків, 14 юдеїв; 663 поляків, 23 українців (русинів), 2 іншої національності. 
У другій половині 1920-х років у Підліссі знаходилась ґмінна позикова каса і фірма виробництва з круп.

## Адміністративний устрій

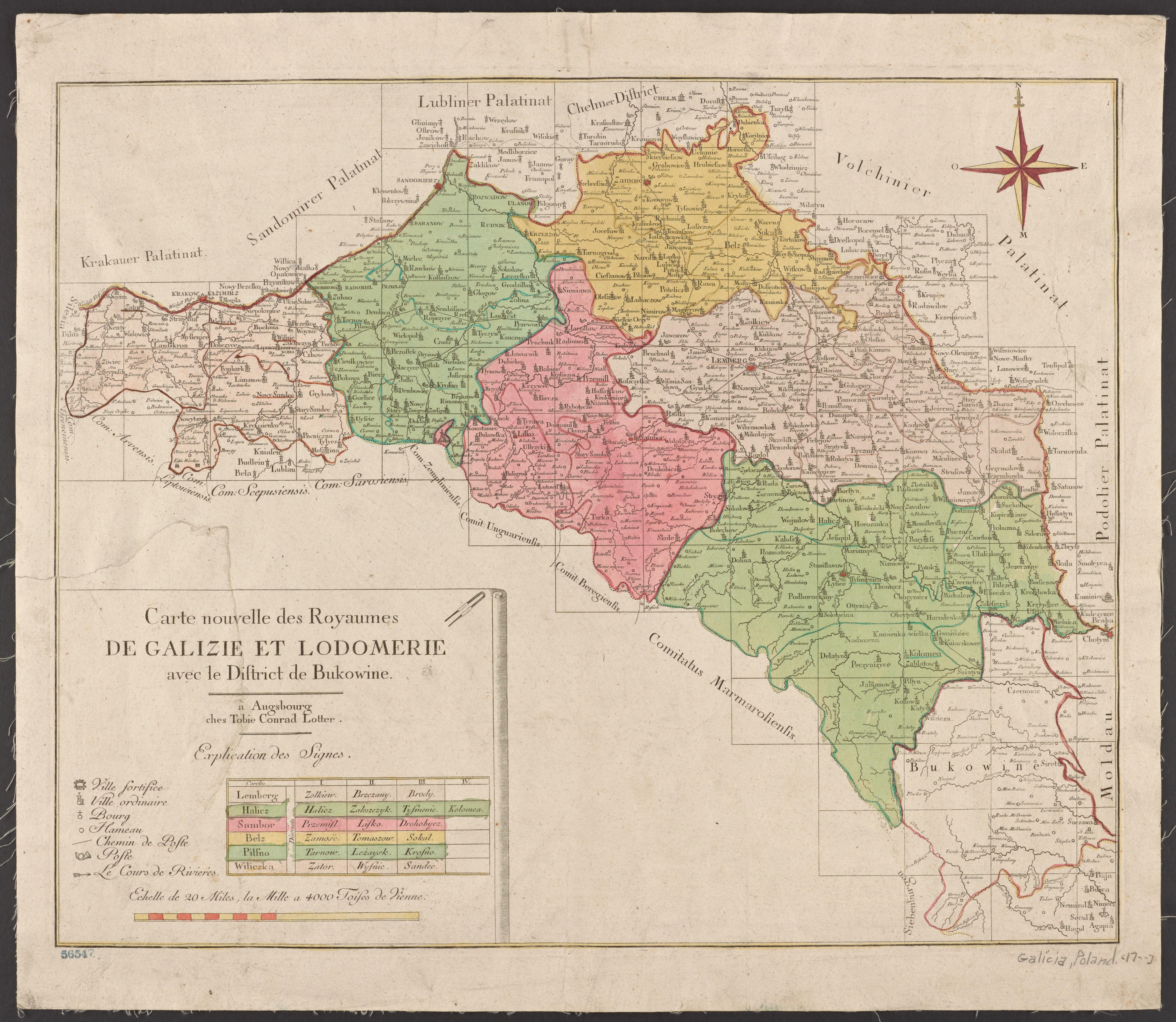
Адміністративний поділ Королівства Галичини та Володимирії у 1777—1782 роках

За часів першої Речі Посполитої (до 1772 р.) Підлісся знаходилося у Трембовельському повіті Галицької землі Руського воєводства.
Після поділу Польщі 1772 року, у роках 1773 —1810, тепер вже у складі Габсбурзької монархії, яка з 1804 р. стала Австрійською імперією, Підлісся послідовно перебувало у Бережанському дистрикті (district) Львівського округу (кreis, циркул), Золочівському, Бережанському і Тернопільському округах Королівства Галичини та Володимирії.
Від 15 червня 1810 р. до 6 червня 1815 р. Підлісся — населений пункт Тернопільського і Теребовлянського (з 1814) округів Тернопільського краю Російської імперії.
Після повернення у 1815 р. згідно рішення Віденського конгресу Тернопільського краю у склад Австрійської імперії, Підлісся до 1850 р. перебуває у складі Тернопільського округу.
Від 1850 р. до адміністративної реформи 1867 року село було у складі Гримайлівського повіту (bezirke) Тернопільського району (kreis) Тернопільського округу (kreisgericht) провінції «Львів» («Lemberg»).
Після реформи 1867 року Підлісся увійшло у склад Скалатського повіту Королівства Галичини та Володимирії Австро-Угорської імперії.
3 грудня 1920 року на анексованих Польщею українських землях було створено Тернопільське воєводство, у якому Підлісся увійшло у склад Скалатського повіту, де й перебувало до моменту офіційного приєднання до Гримайлова на початку 1930-х років. У «Tarnopolski Dziennik Wojewódzki» № 8 за 1 серпня 1932 р. в адміністративному поділі Скалатського повіту станом на 1 травня того ж року Підлісся показано окремою сільською ґміною, а в Розпорядженні Міністра внутрішніх справ Польщі Б.Пєрацького від 26 липня 1934 р. «Про поділ Скалатського повіту Тернопільського воєводства на сільські ґміни» Підлісся вже не згадується, оскільки ще раніше його ж розпорядженням від 13 жовтня 1933 р. Підлісся увійшло до міської ґміни Гримайлів..